# Bibliotheca Normannica
Bibliotheca Normannica : Denkmäler normannischer Literatur und Sprache ist eine Schriftenreihe mit Denkmälern der normannischen Literatur und Sprache, die von dem deutschen Romanisten Hermann Suchier (1848–1914) begründet wurde und seit 1879 in Halle (Saale) im Max Niemeyer Verlag erschien. Einige Bände der Bibliotheca Normannica (dt. „Normannische Bibliothek“) erschienen in mehreren Auflagen. Die Werke von Marie de France sind darin in mehreren Bänden vertreten.

## Übersicht der Bände
- 1. Zwei altfranzösische Reimpredigten / Hermann Suchier.
- 2. Der Judenknabe : 5 griechische, 14 lateinische und 8 französische Texte / Eugen Wolter. Digitalisat
- 3. Die Lais der Marie de France
- 4. Enéas : texte critique / Jean-Jacques Salverda de Grave.
- 5. La clef d'amors / Auguste Doutrepont.
- 6. Die Fabeln der Marie de France
- 7. Der anglonormannische Boeve de Haumtone / Albert Stimming.
- 8. La chançun de Guillelme: französisches Volksepos des XI. Jahrhunderts / Hermann Suchier.
- 9. Das Buch vom Espurgatoire S. Patrice der Marie de France und seine Quelle